# مارشال (کالیفرنیا)
مارشال (به انگلیسی: Marshall) یک منطقهٔ مسکونی در ایالات متحده آمریکا است که در شهرستان مارین، کالیفرنیا واقع شده‌است. مارشال ۴۰۰ نفر جمعیت دارد و ۷٫۰۱ متر بالاتر از سطح دریا واقع شده‌است.